# Sanne van Olphen
Sanne van Olphen (nascida em 13 de março de 1989) é uma handebolista holandesa. Integrou a seleção holandesa feminina que terminou na quarta posição no handebol dos Jogos Olímpicos de Verão de 2016, realizados no Rio de Janeiro, Brasil. Atua como armadora direita e joga pelo clube Toulon Handball desde 2014. Foi medalha de prata no Campeonato Mundial de Handebol Feminino de 2015, na Dinamarca.